# Armona (California)
Armona è un census-designated place (CDP) degli Stati Uniti d'America situato in California, nella contea di Kings.